# Vassal (motor libre de juegos de mesa)
Vassal engine es un motor libre para crear y jugar en línea a juegos de mesa, wargames y juegos de cartas. Los usuarios pueden jugar en tiempo real en internet, y también por correo electrónico (PbeM). Funciona en casi toda las plataformas y es software libre. Los juegos se implementan por medio de paquetes externos que los llaman mods, por ejemplo,  hay un módulo de 
Star Wars Miniatures, donde los jugadores pueden jugar con hasta otros tres a este juego.
Está escrito en Java y el código está disponible en SourceForge bajo licencia LGPL.

## Historia
VASSAL empezó como VASL (Virtual Advanced Squad Leader), una aplicación para jugar  Advanced Squad Leader.

## Módulos disponibles
Módulos de VASSAL existen más de 1000. Hay una lista de módulos comprensible, pero no exhaustiva en la VASSAL module site list.

### Juegos
- V40k, un Warhammer 40,000 módulo. Quizás el módulo más jugado ahora.
- Battlefleet Gothic[3]
- Mordheim[4]
- Star Wars Tactics
- Star Wars: X-Wing Miniatures Game
- Warmachine y Hordes

### Juegos de mesa
- Diplomacia
- HeroQuest
- Pandemic
- Space Hulk
- Shadows over Camelot[5]
- Memoir 44
- World in Flames

### Juegos de cartas
- Barajas[6]
- Bridge/Corazones[7]
- Up Front

## Copyright y autorizando
En septiembre de 2008, Game Workshop emitió a Tim Davis un cesar-y-desistir sobre V40k, el dirigente del proyecto en aquel tiempo. El módulo todavía se juega.
Games Workshop también emitió un cesar-y-desistir con respecto a Space Hulk.